# Sperling und der stumme Schrei
Sperling und der stumme Schrei ist ein deutscher Fernsehfilm von Marcus O. Rosenmüller aus dem Jahr 2002. Es handelt sich um die zwölfte Episode der ZDF-Kriminalfilmreihe Sperling mit Dieter Pfaff in der Titelrolle. Die Haupt-Gaststars dieser Folge sind Renate Krößner, Michael Kind, Michaela Schaffrath und Peter Franke.
Dem Film vorangestellt sind wiederum die von Dieter Pfaff in seiner Rolle als Sperling gesprochenen Worte, die erläutern, wie es dazu kam, dass man ihm eine eigene Ermittlungsgruppe gegeben hat und wie er mit seinem Team von den Verwaltern Berlins in eine alte Villa am Stadtrand abgeschoben wurde. Zusätzlich führt Sperling aus: „Doch heute bleibt mein Platz leer. Ich bin für niemanden erreichbar. Mein Arzt hat mir Bewegung verordnet. Also wandere ich. Er hat mir Stress verboten, also wandere ich ohne Ziel. Verbrechen werden auch ohne mich begangen. Sie werden auch ohne mich aufgeklärt oder auch nicht. Es soll nicht meine Sache sein. Mein Name ist Sperling und ich mache Urlaub.“

## Handlung
Kriminalhauptkommissar Hans Sperling aus Berlin macht Urlaub auf Usedom. Sein Arzt hat ihm Bewegung in frischer Luft verordnet. Als er in der Dunkelheit noch unterwegs ist, fällt sein Blick auf ein Haus, in dem aus einem der Zimmer Flammen lodern. So schnell er kann, rennt er zu einer nahen Gaststätte, um die Feuerwehr zu alarmieren. Zurück am Haus, trifft Sperling auf eine junge Frau, die ihre Mutter in dem Haus vermutet. Sie läuft hinein. Sperling macht eine Decke nass und wirft sie sich über, um dann ins Haus zu eilen. Mit der Frau über der Schulter, die zuvor ins Haus gelaufen ist, kehrt er zurück. Die Feuerwehr ist inzwischen eingetroffen, das Haus brennt allerdings schon lichterloh. 
Sperling erzählt Frederich, dem ermittelnden Kommissar, dass er jemanden habe weglaufen sehen, außerdem sei die Tür aufgebrochen gewesen und auf der Treppe habe eine Öllampe gelegen. Als Sperling sich eine Unterkunft suchen will, begegnet er einer Frau im Rollstuhl, bei der es sich, nach dem, was er weiß, um die querschnittsgelähmte Jutta Gehricke handeln muss. Sie reagiert allerdings nicht auf ihn. Evelyn Horst, die eine Gaststätte im Ort betreibt, kommt hinzu und erzählt dem Kommissar, er brauche mit Jutta nicht zu sprechen, sie sei nicht ganz richtig im Kopf.
Sperling erfährt, dass der Unfall von Jutta Gehricke auf einen Treppensturz aus dem Jahr 1982 zurückgeht. Warum sie seitdem nicht mehr spricht, dazu will Dr. Bruck, ihr Arzt, sich mit Hinweis auf seine ärztliche Schweigepflicht nicht äußern. Sperling erfüllt die an ihn gerichtete Bitte der von ihm geretteten Mara Gehricke, die aus dem Krankenhaus weggelaufen ist, und informiert ihren Freund Carsten Kranz, wo er sie finden kann. Bevor Carsten jedoch zu ihr gehen kann, wird er von Kommissar Frederich, der mit einigen Polizisten erschienen ist, wegen des Verdachts der Brandstiftung festgenommen. Sperling spricht mit Carstens Vater Martin, der behauptet, sein Sohn sei den ganzen Abend bei ihm gewesen. Bitter erzählt er dem Kommissar, dass Paul Gehricke seine sämtlichen Schuldscheine aufgekauft habe, um auf seinem Land einen Jachthafen mit allem Drum und Dran zu errichten, sobald die Frist abgelaufen sei, da er wisse, dass er nicht das Geld habe, die Schuldscheine auszulösen. 
Mara Gehricke hingegen versichert Sperling, dass sie den ganzen Abend mit Carsten Kranz zusammen gewesen sei. Er habe mit dem gelegten Brand nichts zu tun. Dann erzählt sie Sperling, der danach fragt, was sie von dem Unfall ihrer Mutter, sie war damals vier, noch wisse. Sie kann ihm nicht aber nicht viel sagen, Carsten Kranz allerdings äußert gegenüber Sperling den Verdacht, dass Gehricke vielleicht selbst für diesen „Unfall“ die Verantwortung trägt. 
Nachdem Maras Vater massiv auf seine Tochter eingewirkt hat und auch vor körperlicher Gewalt nicht zurückschreckt, sieht sich Sperling genötigt einzugreifen. Mara läuft davon und kann von dem Kommissar, der sie voller Sorge sucht, im letzten Moment aus dem Wasser gezogen werden. Er bringt sie zu Dr. Bruck, der meint, sie könne nicht schwimmen. Als Sperling dann Jutta Gehricke aufsucht, bedeutet diese ihm, dass es keine gute Idee sei, Mara zu Dr. Bruck gebracht zu haben, wobei sie ihre Hände schützend über ihren Bauch legt. Sperling reagiert sofort und kann sozusagen im allerletzten Moment verhindern, dass Bruck bei Mara einen Schwangerschaftsabbruch ohne deren Wissen vornimmt. Der Arzt lamentiert, er habe das eigentlich gar nicht machen wollen, jedoch habe Gehricke ihn gezwungen. Sperling sagt Bruck auf den Kopf zu, er habe gedeckt, dass Gehricke seine Frau die Treppe hinuntergestoßen und in seinem Beisein auf die damals schwangere Frau eingeschlagen habe.
Als Sperling Gehricke aufsucht, um mit ihm zu reden, haut dieser ihm von hinten eine Schaufel über den Kopf. Nachdem der Kommissar wieder zu sich gekommen ist, findet er sich eingewickelt in ein Fischernetz in einem lecken Boot auf offener See wieder. Es gelingt Sperling, das Leck notdürftig zuzustopfen. Mittels einer Trillerpfeife aus einem Überraschungsei versucht er sich bemerkbar zu machen. Tatsächlich hat ihn der Fischer Heinrich Nelsen gehört und eilt Sperling zu Hilfe. 
Nehlsen ist Sperling schon mehrfach aufgefallen. Er weiß, dass dessen Schiff „Westwind“ früher „Jutta III“ hieß und Jutta Gehricke Nehlsens große Liebe war. Beide hatten sich durch die Teilung Deutschlands aus den Augen verloren und vor einigen Wochen zufällig wiedergetroffen. Jutta wollte damals 1982 ihren Mann zusammen mit der kleinen Tochter verlassen, um mit Nehlsen, den sie liebte, in den Westen zu fliehen. Paul Gehricke, der seine Frau als seinen Besitz betrachtete, stieß sie daraufhin die Treppe hinunter. Dr. Bruck wurde gerufen, der Juttas Schwangerschaft, von der ihr Mann nichts ahnte, erwähnte. Gehricke war sofort klar, dass nicht er der Vater dieses Kindes sein konnte. Bruck ließ es zu, dass dieser Mann auf seine hilflos und schwer verletzt am Boden liegende Frau einprügelte und deckte die Unfallversion all die Jahre. 
Es ist Sperling ein besonderes Vergnügen Gehricke festzunehmen. Er meint, das sei jetzt offiziell gewesen, aber inoffiziell habe er noch etwas zu erledigen, woraufhin er Gehricke einen harten Schlag versetzt, der ihn taumeln lässt. Das Haus wurde übrigens von Jutta Gehricke angezündet, sie hasste es, genauso wie den Mann, den sie nie heiraten wollte. 
Als die Fahrerin des Busses, der Sperling zurück nach Berlin bringt, wissen will, ob er Urlaub auf Usedom gemacht habe, entgegnet Sperling, eigentlich sei es keiner gewesen.

## Produktion

### Dreharbeiten, Produktionsnotizen
Der Film wurde auf Usedom und in der näheren Umgebung gedreht. Die Aufnahmeleitung oblag Regina Kowalski, Lutz Richter-Mendau und Wiebke Peters, die Herstellungsleitung Christoph Bicker und die Redaktion Klaus Bassiner und Axel Laustroer. Es handelt sich um eine Produktion der Polyphon Film- und Fernsehgesellschaft mbH im Auftrag des ZDF. 
Dieter Pfaff singt im Film den Song Ring of fire.

### Veröffentlichung
Sperling und der stumme Schrei wurde am 9. März 2002 zur Hauptsendezeit erstmals im ZDF ausgestrahlt.
Diese zwölfte Episode der Reihe erschien zusammen mit allen weiteren 17 Folgen am 10. April 2015 auf DVD, herausgegeben von der Edel Germany GmbH.

## Rezeption

### Einschaltquote
Sperling und der stumme Schrei wurde von 6,1 Millionen Zuschauern eingeschaltet, was die beste Quote des Samstags bedeutete. Der Marktanteil lag bei 19,4 Prozent.

### Kritik
Die Kritiker der Fernsehzeitschrift TV Spielfilm gaben dem Film für Humor, Action und Erotik je einen von drei möglichen Punkten und für Anspruch und Spannung zwei sowie ihre bestmögliche Wertung, indem sie mit dem Daumen nach oben zeigten und den Film mit folgenden Worten empfahlen: „Stimmungsvolle Bilder, psychologisch präzise Charaktere und eine anrüh-rende Geschichte, die mit Leben und Spannung gefüllt ist: Auch für diesen ‚Sperling‘ gilt das unbedingte Einschalt-Gebot.“ Fazit: „Auch im Urlaub ist Sperling ’ne Wucht“.
Die Prisma-Redaktion gab dem Film drei von fünf möglichen Sternen und lobte: „Dank der guten Darsteller ist auch dies wieder beste Krimi-Unterhaltung.“